# Акопов Степан Єгорович
Степан Єгорович Акопов (серпень 1897, містечко Сурам Горійського повіту Тифліської губернії, тепер Сурамі, Грузія — розстріляний 18 липня 1938, місто Єреван, тепер Вірменія) — вірменський радянський діяч, 2-й секретар ЦК КП(б) Вірменії, відповідальний секретар Південно-Осетинського обласного комітету КП(б) Грузії. Член Бюро ЦК КП(б) Грузії з 13 червня 1932 по грудень 1933 року.

## Життєпис
Народився в серпні 1897 року в родині дрібного торговця.
У 1907 році закінчив два відділення сільської школи в Сурамі, в 1908 році — один клас 3-ї чоловічої гімназії в Тифлісі. До 1915 року навчався в Лазаревському (Вірменському) інституті східних мов у Москві.
У 1915—1917 роках — студент медичного факультету Московського університету, закінчив два курси. У 1919 році закінчив один курс медичного факультету Тифліського університету.
Член РКП(б) з червня 1919 року.
З вересня 1919 по лютий 1921 року — фельдшер-вихователь колонії малолітніх злочинців у місті Земо-Авчали Тифліського повіту Тифліської губернії.
У лютому — червні 1921 року — член колегії військово-спортивного відділу ЦК КСМ Грузії.
У червні — грудні 1921 року — відповідальний секретар Сурамського районного комітету КП(б) Грузії.
У січні 1922 — липні 1923 року — завідувач організаційного відділу 2-го районного комітету КП(б) Грузії міста Тифліса.
У серпні 1923 — травні 1924 року — завідувач організаційного відділу і заступник секретаря Аджарського обласного комітету КП(б) Грузії в місті Батумі.
У червні 1924 — січні 1925 року — завідувач організаційного відділу 4-го районного комітету КП(б) Грузії міста Тифліса.
У січні 1925 — травні 1926 року — заступник завідувача організаційно-розподільчого відділу Тифліського міського комітету КП(б) Грузії.
У травні 1926 — червні 1927 року — відповідальний інструктор ЦК КП(б) Грузії.
У липні — грудні 1927 року — завідувач організаційно-розподільчого відділу 2-го районного комітету КП(б) Грузії міста Тифліса.
У січні — квітні 1928 року — завідувач організаційно-розподільчого відділу Тифліського міського комітету КП(б) Грузії.
У квітні — жовтні 1928 року — завідувач організаційно-інструкторського відділу Тифліської міської ради.
У листопаді 1928 — жовтні 1929 року — голова виконавчого комітету Ахалкалацької повітової ради Грузинської РСР.
У жовтні 1929 — квітні 1930 року — завідувач організаційно-розподільчого відділу Горійського окружного комітету КП(б) Грузії.
У квітні 1930 — лютому 1931 року — завідувач організаційно-інструкторського відділу Центральної контрольної комісії КП(б) Грузії — Народного комісаріату робітничо-селянської інспекції Грузинської РСР.
У лютому — грудні 1931 року — відповідальний секретар Південно-Осетинського Обласного комітету КП(б) Грузії.
У листопаді 1931 — грудні 1933 року — 3-й секретар Тифліського міського комітету КП(б) Грузії.
У грудні 1933 — 5 жовтня 1935 року — 2-й секретар ЦК КП(б) Вірменії.
5 жовтня 1935 — вересень 1936 року — 1-й секретар Еріванського міського комітету КП(б) Вірменії.
21 вересня 1936 — 23 вересня 1937 року — 2-й секретар ЦК КП(б) Вірменії. 23 вересня 1937 року знятий із посади та виключений із членів ВКП(б).
23 вересня 1937 року заарештований органами НКВС. 18 липня 1938 року на виїзній сесії Воєнної колегії Верховного суду СРСР в місті Єревані засуджений до страти, того ж дня розстріляний.
Посмертно реабілітований 5 жовтня 1957 року. Відновлений в членах КПРС 9 серпня 1988 року.